# Ana Colchero
Ana Colchero Aragonés (Veracruz, 9 de febrero de 1968) es una actriz y escritora mexicana.

## Biografía y carrera
Hija de inmigrantes españoles, estudió economía en la Universidad Nacional Autónoma de México (UNAM) y se mudó a Francia para prepararse en la actuación. 
A los 19 años realizó su primera actuación en la pantalla chica, en el melodrama Los años perdidos, donde compartió créditos con Rogelio Guerra, Alejandro Aragón y Silvia Pasquel, entre otros. Posteriormente, trabajó en telenovelas como: Yo no creo en los hombres y Destino, luego sería la antagonista de Valeria y Maximiliano y más tarde la condesa Aimée de Altamira, una de las antagonistas de la telenovela Corazón salvaje, esta última al lado de Edith González y Eduardo Palomo. En 1995 su primer protagónico en Televisa fue la telenovela de época Alondra, al lado de Gonzalo Vega, Ernesto Laguardia y Marga López, entre otros. Dicha producción la llevó al éxito y le valió el reconocimiento internacional.
La actriz se retiró de Televisa e inició una corta etapa en Televisión Azteca, misma en la que protagonizó Nada personal, en la que encarnó a "Camila de los Reyes". En esta ocasión compartió créditos con Demián Bichir, José Ángel Llamas, Rogelio Guerra y Lupita Ferrer. Esta telenovela se convirtió en un rotundo éxito, pero antes de terminar las grabaciones, Colchero demandó a la televisora por incumplimiento de contrato en los tribunales, que ganó cinco años más tarde. Nada personal fue a la vez el primer melodrama de Azteca Digital y el que relató al público una historia contemporánea más verosímil, con temas como la corrupción y el narcotráfico.  
Su demanda contra TV Azteca y su retiro en Televisa le significó el veto definitivo en la pantalla chica mexicana, toda vez que hasta la fecha no ha regresado a ella. En 1999 protagonizó la telenovela peruana Isabella, mujer enamorada junto a Christian Meier; asimismo, ha participado en obras de teatro como La señorita Julia de August Strindberg, Don Juan Tenorio, La maestra milagrosa y Los derechos de la mujer.
Incursionó en el cine en 1989 con la película Rosa de dos aromas, trabajo al que le siguieron No hay quinto malo, y Las delicias del matrimonio. Para 2002, la actriz formó parte del reparto de las películas El columpio del diablo y Acosada. 
Colchero participa con las causas indígenas en Chiapas y otras partes de la República Mexicana.
En 2006, Colchero formó parte de la campaña en protesta por las muertas en Ciudad Juárez, Chihuahua y fue la organizadora del evento "Mujeres sin Miedo: todas somos Atenco" en favor de las mujeres agredidas en San Salvador Atenco, Estado de México, por las fuerzas policiales.
Ese 2006, acompañada del escritor José Agustín y actores como Gonzalo Vega, Edith González y Alberto Estrella, Colchero presentó su primera novela titulada Entre dos fuegos, publicada por Editorial Planeta.
Su segunda novela Los Hijos del Tiempo, una distopía que transcurre en el año 2060 en la ciudad de Nueva York, fue publicada en España por la editorial la Esfera de los Libros, salió a la venta en librerías el 8 de mayo de 2012, y por el sello de Editorial Santillana, Suma de letras, en México.
Su tercera novela, Nacemos muertos, fue editada mediante un micromecenazgo y  narra la historia de una familia en Mazatlán que sufre un golpe devastador producto de la violencia extendida por todo el país.
El misterio del chez Rostand, Del otro lado del tiempo y Por mi propia mano son los títulos de las novelas cortas de la autora.

## Vida personal
Es reconocida por su activismo político.

## Filmografía

### Telenovelas
- Isabella, mujer enamorada (1999) - Isabella Linares de Alvear / Clara "Claire" Riveau de Alvear
- Nada personal (1996) ... Camila De los Reyes #1
- Alondra (1995) ... Alondra Díaz Real
- Corazón salvaje (1993-1994) ... Condesa Aimeé De Altamira de Alcázar y Valle
- Valeria y Maximiliano (1991-1992) ... Susana Landero
- Yo no creo en los hombres (1991) ... Maleny Ibáñez
- Destino (1990) ... Mónica de la Mora
- Los años perdidos (1987-1988)

### Series de televisión
- Te toca (2003) Canal 22, Televisión Metropolitana
- En  forma
- La hora marcada (1990)
- La telaraña (1990)
- ¡Anabel!

### Películas
- El columpio del diablo (2004)
- Acosada (2002) ...Eugenia
- Las delicias del matrimonio (1994) ...Diana
- No hay quinto malo (1990)
- Rosa de dos aromas (1989) ...Lolita
- Fiesta de sangre (1989) ...Nadia

### Teatro
- La maestra milagrosa
- Don Juan Tenorio
- Los derechos de la Mujer
- Mujeres sin miedo: Todas somos Atenco (2000)

### Libros
- Entre dos fuegos (2006) - Editorial  Planeta.
- Los Hijos del Tiempo (2012) - Editorial la Esfera de los Libros, España.
- Nacemos muertos (2013) - Editorial Né Mort.
- Por mi propia mano (2013) - Editorial Né Mort.
- El misterio del Chez Rostand (2013) - Editorial Né Mort.

## Premios y nominaciones

### Premios TVyNovelas
| Año  | Categoría                 | Telenovela      | Resultado |
| ---- | ------------------------- | --------------- | --------- |
| 1994 | Mejor revelación femenina | Corazón salvaje | Ganadora  |
| 1991 | Mejor actriz joven        | Destino         | Nominada  |

### Premios Eres
| Año  | Categoría              | Telenovela      | Resultado |
| ---- | ---------------------- | --------------- | --------- |
| 1994 | Mejor actriz coestelar | Corazón salvaje | Ganadora  |